# لوئیز سنت لارنت
لوئیز سنت لارنت (انگلیسی: Louis St. Laurent؛ زاده ۱ فوریهٔ ۱۸۸۲ – درگذشته ۲۵ ژوئیهٔ ۱۹۷۳) یک سیاست‌مدار اهل کانادا بود.